# Tracheplexia tenuiata
Tracheplexia tenuiata là một loài bướm đêm trong họ Noctuidae.